# Maison, 17 rue des Merciers (La Rochelle)
La maison, bâtie entre le XVIe siècle et XVIIIe siècle, est située 17 rue des Merciers et rue des Mariettes à La Rochelle, en France. L'immeuble a été classé au titre des monuments historiques en 1923.

## Historique
Le bâtiment est classé au titre des monuments historiques par arrêté du 23 octobre 1923,.

## Architecture
La façade donne sur la rue des Merciers, la porte d'entrée sur la rue des Mariettes.

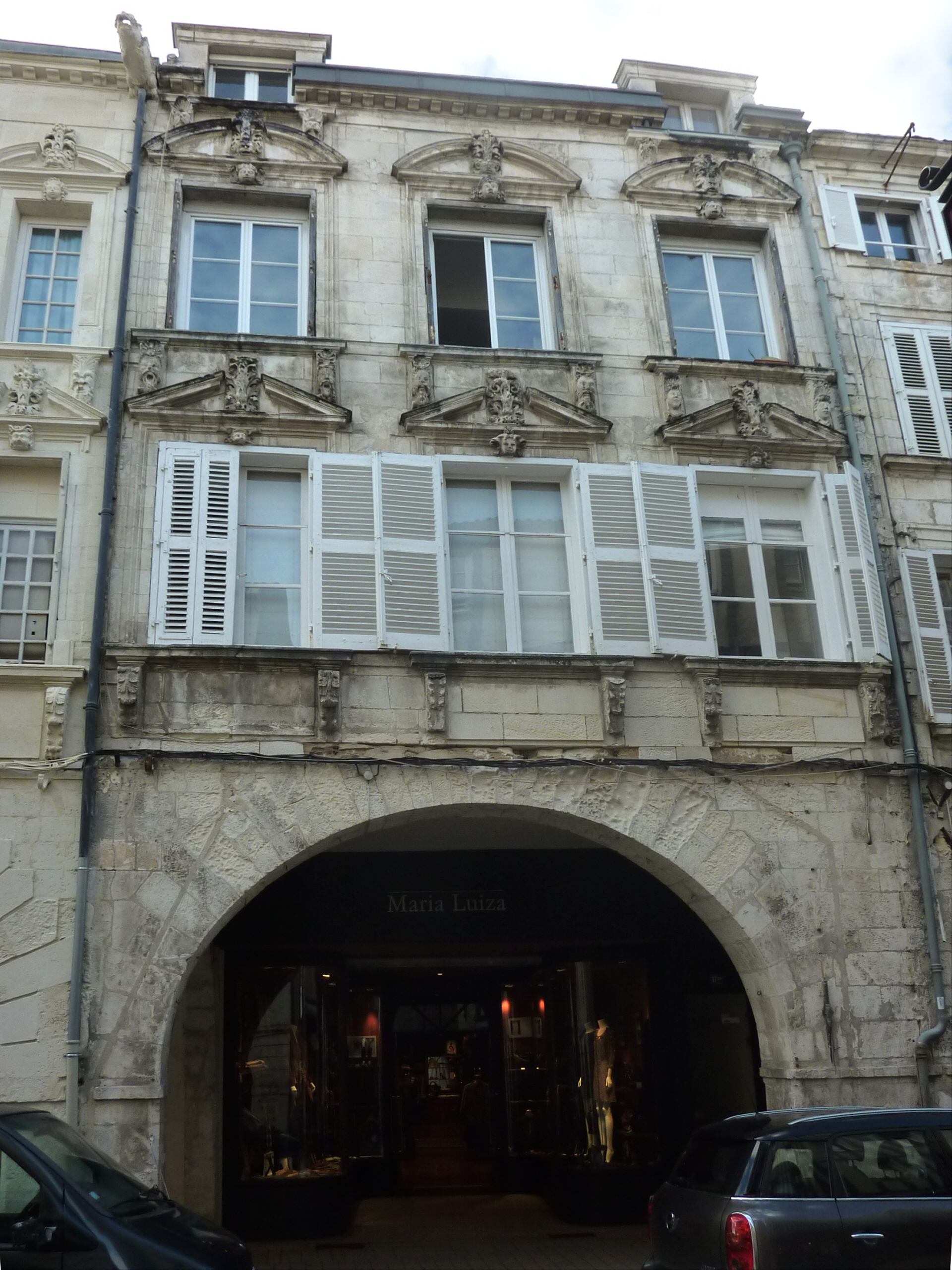
Maison au 17bis de la rue des Merciers
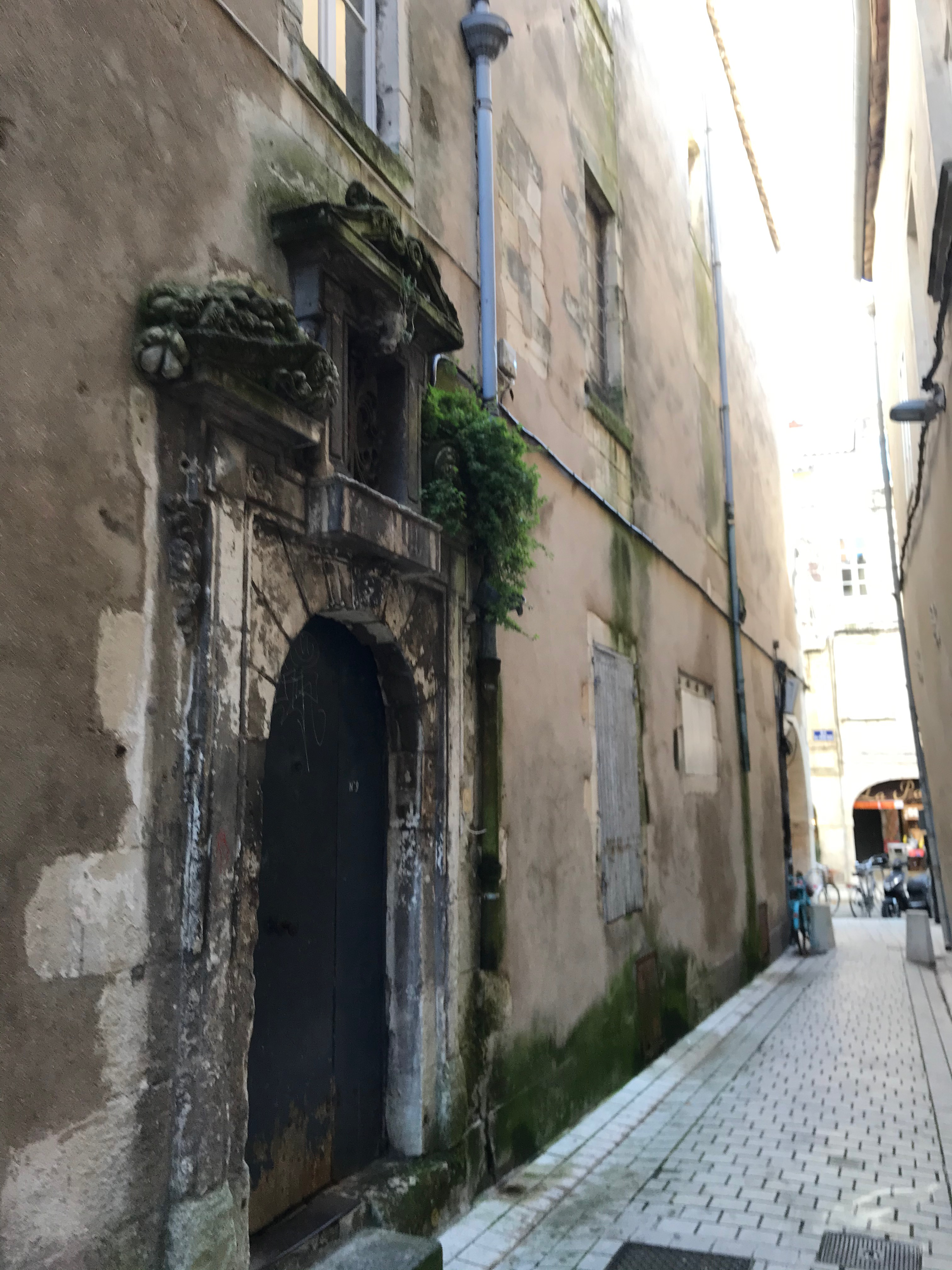
L'entrée de la rue des Mariettes.